# Cionista Világszervezet
A Cionista Világszervezet (héberül: ההסתדרות הציונית העולמית) a cionista mozgalom világszervezete, amelyet Herzl Tivadar alapítványa nyomán hoztak létre 1897. szeptember 3-án az első cionista kongresszuson Bázelben, Svájcban. A Cionista Világszervezetet ernyőszervezetként alapították a világ cionista szervezeteinek egyesítésére.

## Történelem
A Cionista Világszervezet azon nemzeti intézmények közé tartozott, amelyek a cionista mozgalom célját, egy nemzeti otthon létrehozását a zsidó nép számára Erec Jiszrael földjén igyekeztek megvalósítani. A cionista mozgalom minden részének egyetértése egy zsidó állam megalapításának követelése mögött csak az Izrael állam megalapítását megelőző rövid időszakban szilárdult meg. Kezdetben a Cionista Világszervezet képviselte a zsidó településeket Erec Jiszraelben az Oszmán Birodalommal szemben, később pedig a teljes zsidó népet. 1929-ben a Cionista Világszervezet ügyvivő tevékenységét a Zsidó Ügynökség vette át, a Cionista Világszervezet pedig politikai irányvonalat meghatározó testület maradt.
A Cionista Világszervezet tagsága nyitva állt minden olyan zsidó előtt, aki egyetértett céljaival és megvásárolta a "shekel" nevű tagsági igazolványt.

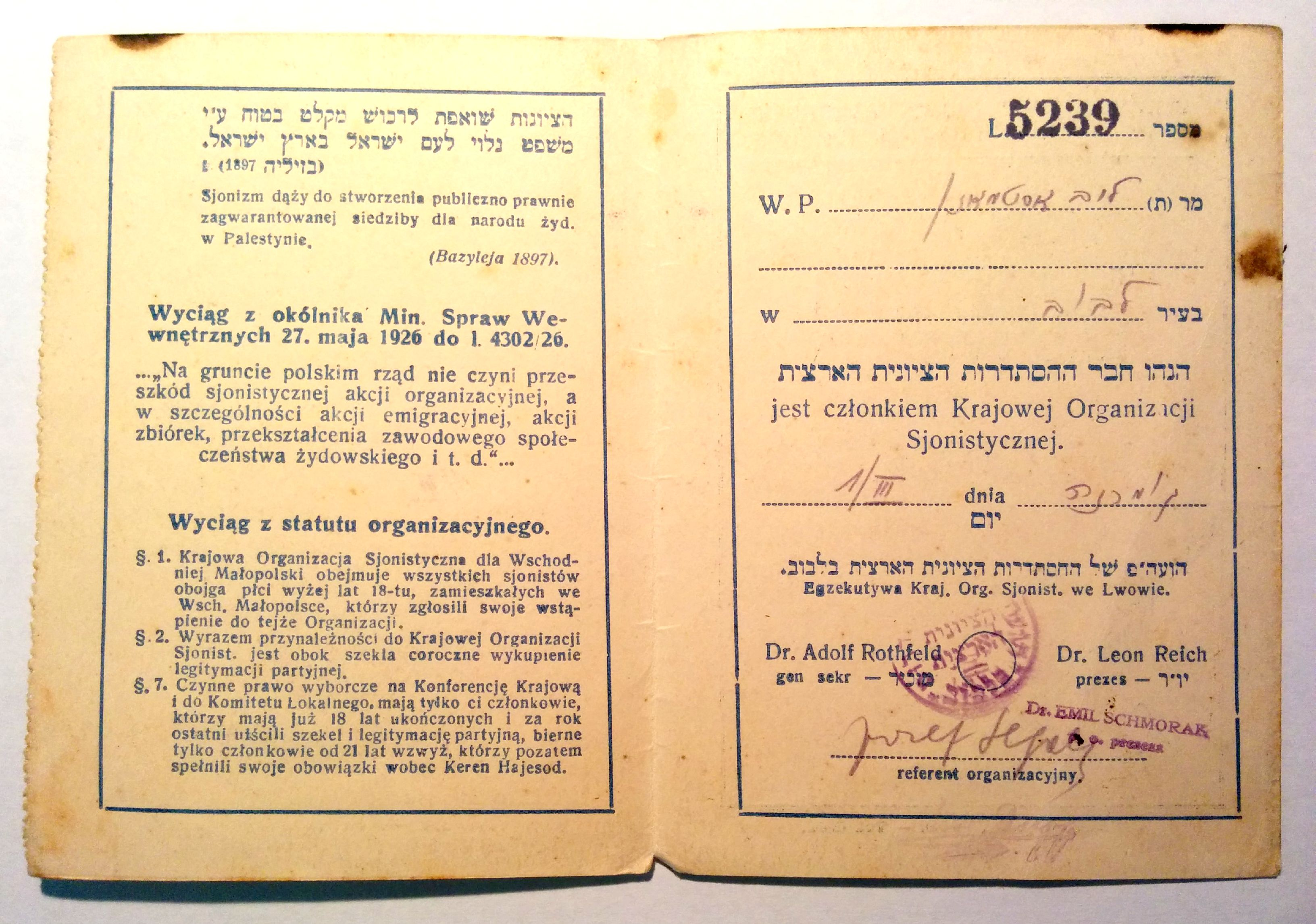
1929-ben Lvovban kiadott cionista világszervezeti tagsági igazolvány (Lengyelország)

Az 1951-ben Jeruzsálemben megtartott 23. Cionista Kongresszuson újradefiniálták a Cionista Világszervezet céljait, miután addigi fő célját, egy zsidó állam megalapítását elérte. A Cionista Világszervezet folytatta tevékenységét, ezentúl az alija ösztönzésére, Izrael állam és a diaszpóra zsidóságának kapcsolatának elmélyítésére, cionista nevelésre a diaszpórában és az antiszemitizmus elleni küzdelemre összpontosítva.
A Cionista Világszervezet világközpontja a jeruzsálemi Nemzeti Intézmények Házában, a 48 King George Street címen található, közös épületben a Zsidó Ügynökséggel, a Keren Kajemet Lejiszraellel és a Keren Hajeszóddal.
Izrael állam megalapítását követően a Cionista Világszervezet és a Zsidó Ügynökség státuszát Izraelben a Cionista Világszervezetről és a Zsidó Palesztina Ügynökségről szóló törvény rendezte.